# Mauri (Vorname)
Mauri ist ein männlicher Vorname.

## Herkunft und Bedeutung
Mauri ist eine finnische Form des Vornamens Mauritz, der mit dem deutschen Vornamen Moritz verwandt ist.

## Namensträger
- Mauri Kunnas (* 1950), finnischer Zeichner und Illustrator
- Mauri Antero Numminen (* 1940), finnischer Sänger, Komponist, Schriftsteller und Filmemacher
- Mauri Rose (1906–1981), US-amerikanischer Autorennfahrer